# 橙鹃鵙
橙鹃鵙（学名：Campochaera sloetii）是山椒鸟科下的一种，为橙鹃鵙属（学名：Campochaera）的单型种。该物种分布于印度尼西亚和巴布亚新几内亚，其自然栖息地为亚热带或热带的湿润低地森林。